# Massi (Wina)
Pour les articles homonymes, voir Massi.
Massi est un village du Cameroun situé dans le département du Mayo-Danay et la Région de l'Extrême-Nord, à proximité de la frontière avec le Tchad. Il fait partie de la commune de Wina.

## Population
En 1967, la localité comptait 438 habitants, principalement des Toupouri. À cette date, elle disposait d'un dispensaire, d'une école et d'une mission catholiques. 
En 2005, lors du recensement général de la population et de l'habitat, on y a dénombré 207 personnes.